# Minareto di Fasano

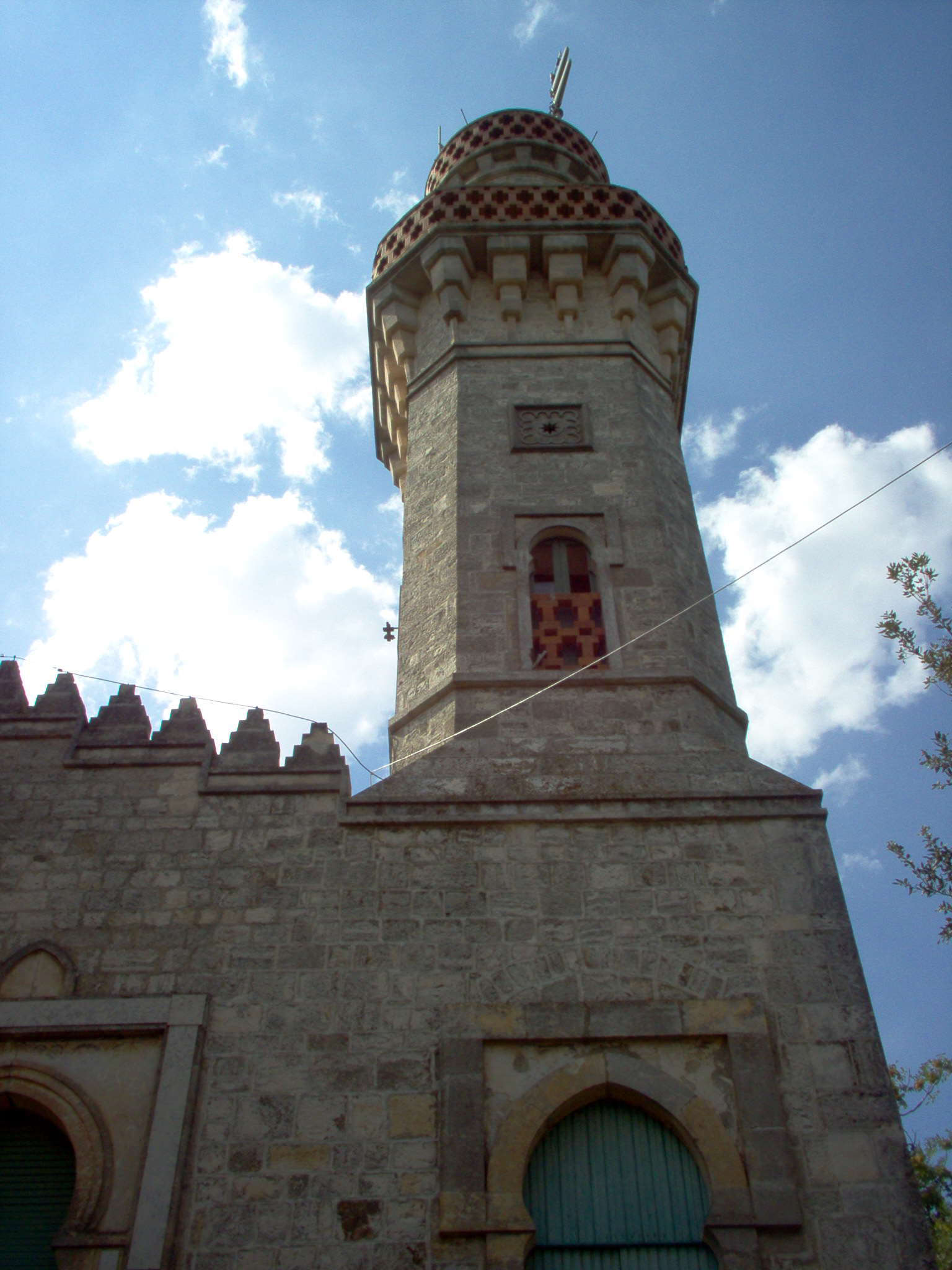
La torre-minareto

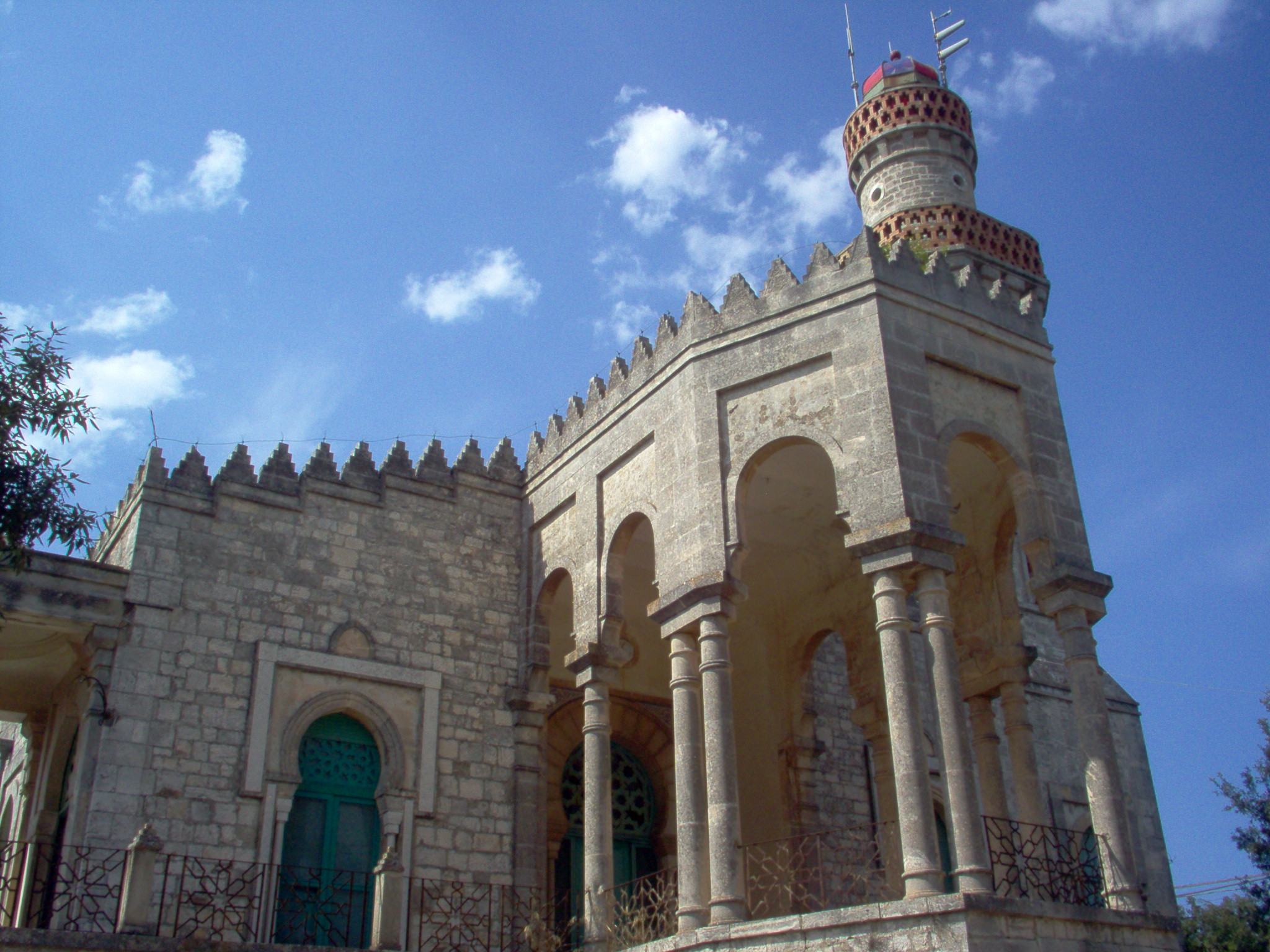

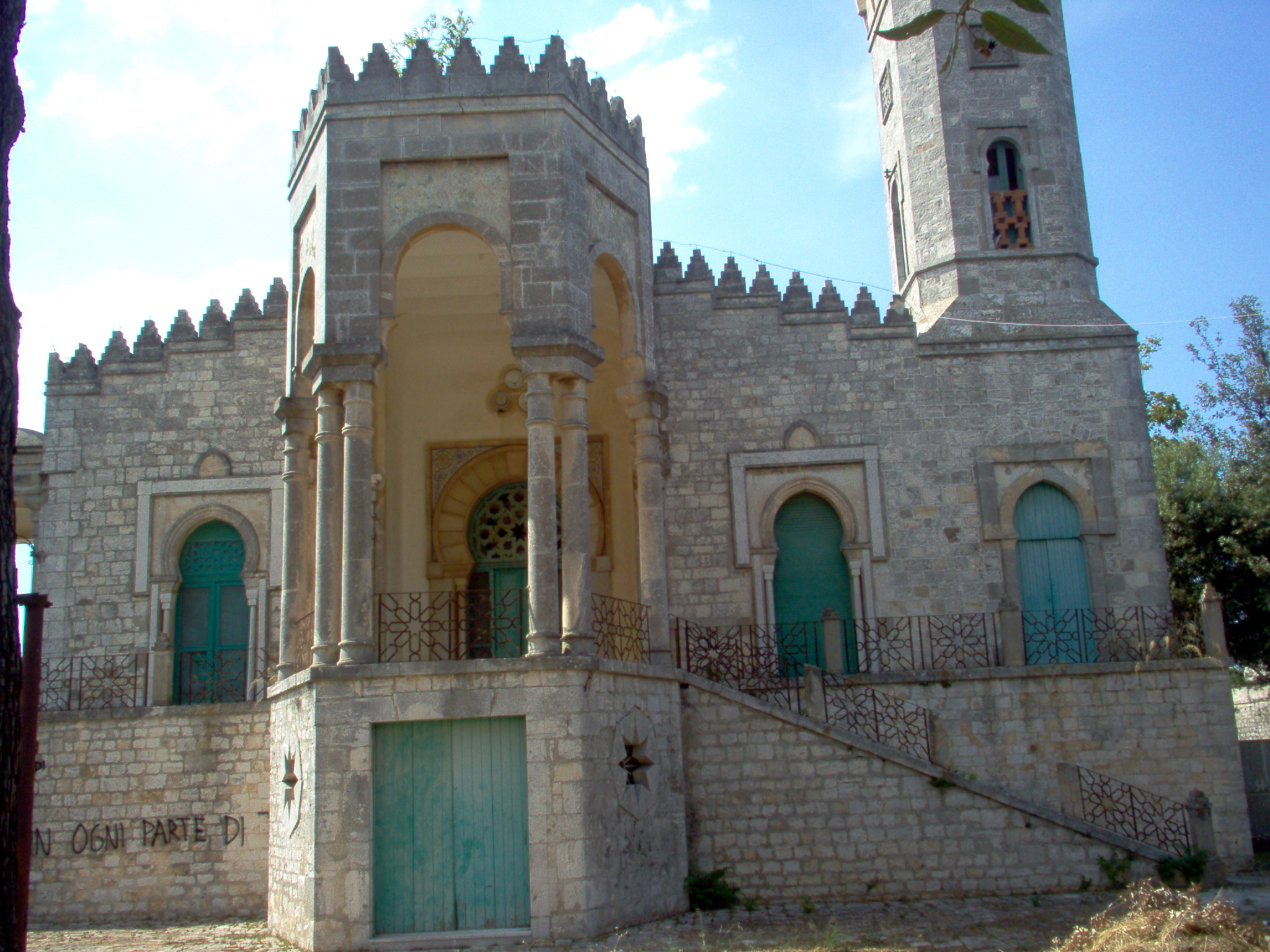

Il minareto di Fasano è una residenza signorile costruita nei pressi delle colline della Selva di Fasano, in contrada Gordini. L'edificio, che presenta un'architettura eclettica influenzata dallo stile moresco, fu commissionato da Damaso Bianchi.

## Architettura
L'edificio, nato per essere una villa residenziale, presenta fattezze singolari, molto dissonanti con l'architettura locale del tempo. Esso rappresenta la riproduzione perfetta di una costruzione orientale con alcune terrazze e una altissima torre-minareto che sovrasta tutta la zona silvana e la valle, formata dalla depressione carsica, di Canale di Pirro, con il caratteristico balconcino. La torre gode di un ampio panorama che spazia da Monopoli a nord alla marina di Ostuni a sud.

## Storia
L'idea della costruzione trae origine da un viaggio nei paesi islamici compiuto dal committente Damaso Bianchi, artista e nobiluomo fasanese. La realizzazione si avvalse di manodopera giunta appositamente dall'Africa, molto probabilmente dalla Tunisia,, e da materiali pure di origine africana.
Destinata originariamente a residenza estiva familiare e sede culturale per lo studio delle tracce della cultura orientale in Puglia, la villa ospitò numerose feste mondane, durante le quali il proprietario era solito accendere sulla cima della torre-minareto un lume ad acetilene che simboleggiava la luce della cultura, perché voleva che la struttura brillasse come le notti d'Oriente.
In seguito alla scoperta di una correlazione tra la cultura orientale e quella della Valle d'Itria (connotata dai trulli, dai tappeti fasanesi e dalle bisacce), l'edificio divenne anche scuola di tessitura, tenuta da Benedetta Tangari, moglie del proprietario.
Damaso Bianchi colpito da paralisi nel 1932, si spense nel 1935. Due anni dopo, suo figlio Giuseppe donò la villa allo Stato con l'idea che se ne facesse una colonia estiva per bambini intitolata al genitore.
Nel febbraio 1976 la proprietà passò alla Regione Puglia, che nel 2003 diede l'edificio in concessione al Comune di Fasano. Nel 2015 la concessione, estesa alle pertinenze della villa, fu prorogata per 99 anni. Le recenti ristrutturazioni sottendono al progetto di realizzarne un contenitore culturale per convegni, conferenze, mostre d'arte e concerti a servizio della Puglia.